# Peponocranium
Peponocranium Simon, 1884 è un genere di ragni appartenente alla famiglia Linyphiidae.

## Distribuzione
Le cinque specie oggi attribuite a questo genere sono state reperite nella regione paleartica.

## Tassonomia
A giugno 2012, si compone di cinque specie:
- Peponocranium dubium Wunderlich, 1995 — Mongolia
- Peponocranium ludicrum (O. P.-Cambridge, 1861) — Europa, Russia
- Peponocranium orbiculatum (O. P.-Cambridge, 1882) — dalla Germania alla Russia, Georgia
- Peponocranium praeceps Miller, 1943 — Finlandia, dalla Germania alla Russia, Ucraina
- Peponocranium simile Tullgren, 1955 — Svezia